# European Rugby Champions Cup 2015-16
La temporada 2015-16 de la Copa de Campeones Europea de Rugby fue la 21.ª edición de la máxima competición continental del rugby europeo y la 2.ª con el nuevo nombre y formato.

## Modo de disputa
El número de equipos participantes es de 20, divididos en 5 grupos con 4 equipos por grupo. Los equipos disputarán una liguilla en un formato de ida y vuelta de todos contra todos, de aquí los ganadores de cada grupo y los tres mejores segundos pasarán de ronda. Tras las 6 jornadas correspondientes a esta primera fase, se desarrollan los cuartos de final y semifinales, a un solo partido, y la final.

### Sistema de puntuación
Los cuatro participantes se agrupan en una tabla general teniendo en cuenta los resultados de los partidos mediante un sistema de puntuación, la cual se reparte:
- 4 puntos por victoria.
- 2 puntos por empate.
- 0 puntos por derrota.

También se otorga punto bonus, ofensivo y defensivo:
- El punto bonus ofensivo se obtiene al marcar cuatro (4) o más tries.
- El punto bonus defensivo se obtiene al perder por una diferencia de hasta siete (7) puntos.

### Criterio de desempate
Si dos clubes del mismo grupo terminan con la misma cantidad de puntos, su clasificación será determinada por los resultados de los dos partidos jugados entre los equipos en cuestión de la siguiente manera:
1. el club con la mayor cantidad de puntos obtenidos en los dos partidos.
2. el club con la mayor cantidad de puntos a favor obtenidos en los dos partidos.
3. el club que haya conseguido más tries en los dos partidos.

Si sigue sin resolverse o los clubes no se han enfrentado en la fase de grupos se determinará de la siguiente manera:
1. el que tenga mejor diferencia de puntos en la fase de grupos.
2. el que tenga mayor cantidad de tries en la fase de grupos.
3. el que tenga menos jugadores sancionados durante la fase de grupos.
4. por sorteo.

## Fase de grupos
|  | Ganador de cada grupo, pasa a cuartos de final.           |
|  | Tres mejores segundos de grupo, pasan a cuartos de final. |

### Grupo 1
| Equipo       | PJ | PG | PE | PP | PF  | PC  | Dif. | Bonus | Pts. |
| ------------ | -- | -- | -- | -- | --- | --- | ---- | ----- | ---- |
| Saracens     | 6  | 6  | 0  | 0  | 220 | 73  | 147  | 4     | 28   |
| Ulster Rugby | 6  | 4  | 0  | 2  | 169 | 109 | 60   | 2     | 18   |
| Oyonnax      | 6  | 1  | 0  | 5  | 99  | 218 | -119 | 3     | 7    |
| Toulouse     | 6  | 1  | 0  | 5  | 85  | 173 | -88  | 1     | 5    |

### Grupo 2
| Equipo          | PJ | PG | PE | PP | PF  | PC  | Dif. | Bonus | Pts. |
| --------------- | -- | -- | -- | -- | --- | --- | ---- | ----- | ---- |
| Exeter Chiefs   | 6  | 3  | 0  | 3  | 148 | 151 | -3   | 4     | 16   |
| Bordeaux Bègles | 6  | 3  | 0  | 3  | 149 | 163 | -14  | 4     | 16   |
| Ospreys         | 6  | 3  | 0  | 3  | 148 | 142 | -4   | 4     | 16   |
| Clermont        | 6  | 3  | 0  | 3  | 159 | 138 | 21   | 3     | 15   |

### Grupo 3
| Equipo             | PJ | PG | PE | PP | PF  | PC  | Dif. | Bonus | Pts. |
| ------------------ | -- | -- | -- | -- | --- | --- | ---- | ----- | ---- |
| Racing 92          | 6  | 4  | 1  | 1  | 174 | 70  | 104  | 4     | 22   |
| Northampton Saints | 6  | 4  | 1  | 1  | 94  | 93  | 1    | 1     | 19   |
| Glasgow Warriors   | 6  | 3  | 0  | 3  | 114 | 96  | 18   | 2     | 14   |
| Scarlets           | 6  | 0  | 0  | 6  | 59  | 182 | -123 | 2     | 2    |

### Grupo 4
| Equipo           | PJ | PG | PE | PP | PF  | PC  | Dif. | Bonus | Pts. |
| ---------------- | -- | -- | -- | -- | --- | --- | ---- | ----- | ---- |
| Leicester Tigers | 6  | 5  | 0  | 1  | 185 | 91  | 94   | 3     | 23   |
| Stade Français   | 6  | 4  | 0  | 2  | 186 | 118 | 68   | 3     | 19   |
| Munster Rugby    | 6  | 3  | 0  | 3  | 118 | 100 | 18   | 3     | 15   |
| Benetton Treviso | 6  | 0  | 0  | 6  | 53  | 233 | -180 | 0     | 0    |

### Grupo 5
| Equipo         | PJ | PG | PE | PP | PF  | PC  | Dif. | Bonus | Pts. |
| -------------- | -- | -- | -- | -- | --- | --- | ---- | ----- | ---- |
| London Wasps   | 6  | 4  | 0  | 2  | 186 | 72  | 114  | 4     | 20   |
| Toulon         | 6  | 5  | 0  | 1  | 96  | 91  | 5    | 7     | 20   |
| Bath Rugby     | 6  | 2  | 0  | 4  | 88  | 131 | 43   | 2     | 10   |
| Leinster Rugby | 6  | 1  | 0  | 5  | 82  | 158 | -76  | 2     | 6    |

## Fase final
Los ocho equipos clasificados de la fase de grupos competirán en una primera ronda eliminatoria de cuartos de final, la cual se celebrará entre los días 9 y 10 de abril de 2017. Los cuatro equipos con la mejor clasificación en la fase de grupos, ejercerán de locales en esta fase.
Los equipos son ordenados según el siguiente orden de criterios:

### Cuartos de final
| 9 de abril de 2016 | Wasps | 25 - 24 | Exeter Chiefs | Ricoh Arena, Coventry |  |

| 9 de abril de 2016 | Saracens | 29 - 20 | Northampton Saints | Allianz Park, Londres |  |

| 10 de abril de 2016 | Leicester Tigers | 41 - 13 | Stade Français | Welford Road Stadium, Leicester |  |

| 10 de abril de 2016 | Racing 92 | 19 - 16 | Toulon | Stade Olympique Yves-du-Manoir, Colombes |  |

### Semifinales
| 23 de abril de 2016 | Saracens | 24 - 17 | Wasps | Madejski Stadium, Reading |  |

| 24 de abril de 2016 | Leicester Tigers | 16 - 19 | Racing 92 | City Ground, Nottingham |  |

### Final
| 14 de mayo de 2016 | Racing 92 | 9 - 21  | Saracens | Parc Olympique Lyonnais, Lyon   |                                 |
|                    |           | Reporte |          | Asistencia: 58.017 espectadores | Asistencia: 58.017 espectadores |

| Bandera de Inglaterra |
| Campeón Saracens      |
| Primer título         |